# Apolinaria hygracantha
Apolinaria hygracantha är en insektsart som först beskrevs av Karsch 1896.  Apolinaria hygracantha ingår i släktet Apolinaria och familjen vårtbitare. Inga underarter finns listade i Catalogue of Life.